# 中华人民共和国审查制度
中华人民共和国的审查制度由执政党中国共产党主导，被认为是全球最为严厉的审查制度之一。中国政府主要出于政治需要进行信息与言论审查，例如压制政治异见，以及封锁不利于中共的事件报道，包括但不限于：六四事件、国内民主运动、对维吾尔族的迫害、西藏人权问题、LGBTQ人权问题、法轮功、香港民主运动、对习近平的争议，以及与新冠疫情有关的敏感内容。自习近平于2012年成为中国事实上的最高领导人以来，审查力度“空前加强”，中国言论自由、出版自由急剧紧缩。
中国政府对所有可广泛传播信息的媒体实行审查，包括电视、印刷物、广播、电影、戏剧、短信、即时通讯、电子游戏、文学作品以及互联网。中国政府声称其有权在本国领土内对网络内容实施监管，并认为这些审查规定并未侵犯公民的言论自由。政府官员可以通过内部文件系统访问未经审查的信息。
2006年，无国界记者组织将中国出版审查情况列为“非常严重”等级，是五级制中的最高级别。2012年，开放网络促进会将中国互联网审查有关「政治」和「冲突/安全」两项标为“普遍屏蔽”，「社交」「互联网工具」两项标为“大量屏蔽”。截至2024年，《世界新闻自由指数》将中国列为180个国家中的第172位，并称中国为“全球关押记者人数最多的国家”。自由之家将中国媒体的自由度评为最低等级的“完全不自由”，指出“中国采取多种措施管控新闻媒体，包括执政党对新闻内容的监督、对记者的法律限制，以及通过经济手段鼓励自我审查等等”。
另有观点认为，百度、腾讯和阿里巴巴等中国大型互联网企业能在本土发展，正得益于中国政府利用审查制度排斥国际竞争者，使国产企业能够垄断国内市场。

## 审查对象

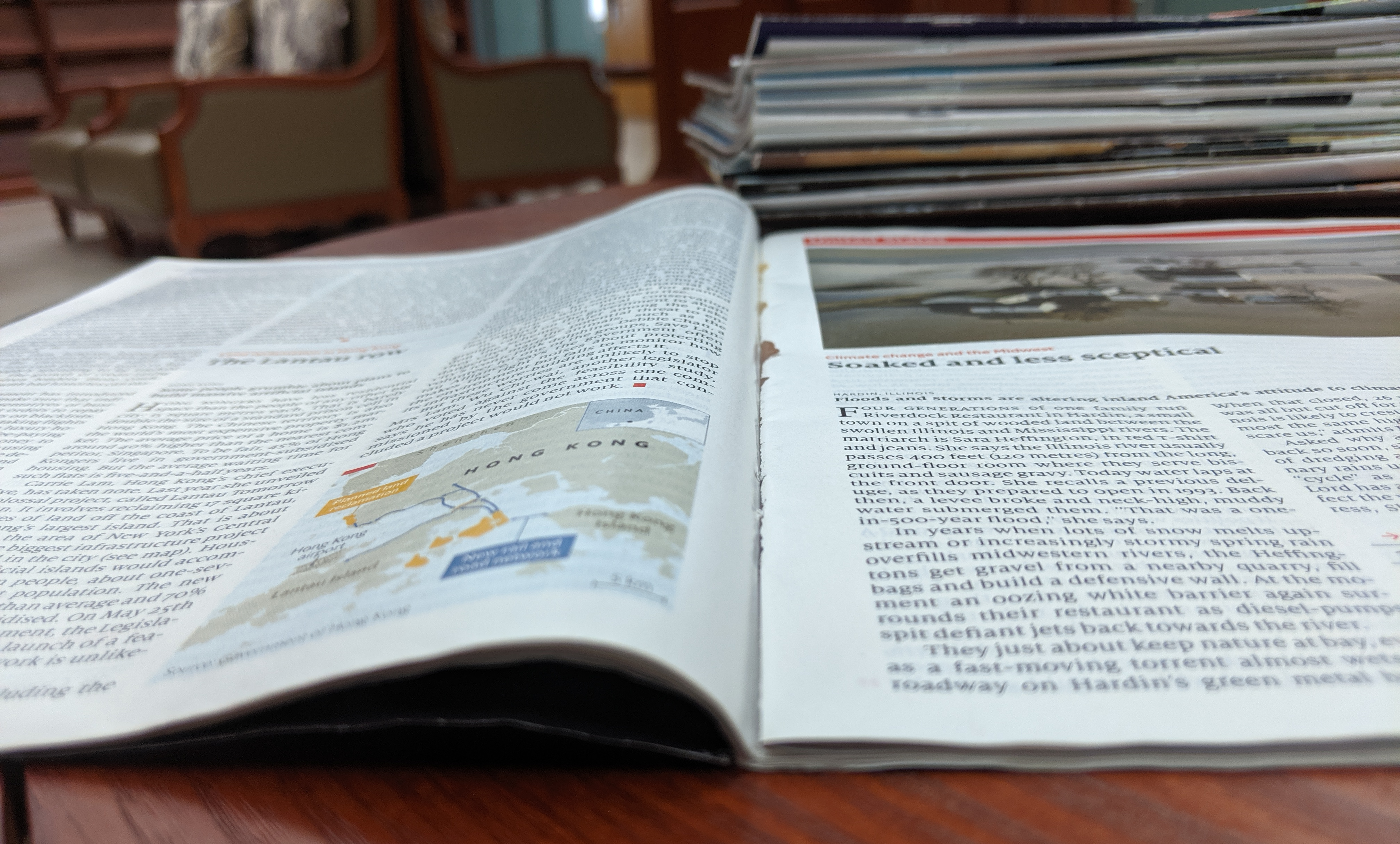
一本有关「六四事件」的相关内容被撕掉的《经济学人》杂志。通过官方渠道进口的杂志书籍中，部分敏感内容会被用墨水、胶带盖住，或者直接撕掉。

中华人民共和国审查的领域覆盖极为广泛。审查背后的日程各种各样：一些由中华人民共和国政府进行规定，另外一些据猜测可能来自国内的观察员。
根据《南华早报》，中国政府定期下达指令“指导”各个敏感问题的报道。媒体组织因此经常接受着自我审查，或者冒着被关闭的危险。

### 政治
中国的审查很大程度上被视为维护中国共产党统治的手段。通过审查，可以阻止未经批准的改良主义、分離主義、“反革命”或宗教思想以任何形式组织或传播。另外，审查可以避免中国公民发现、了解许多致使其激起反政府情绪的关于共产党的负面内容（例如共产党曾经、现在的负面新闻）。审查手段（例如屏蔽境外政府网站）或许还可以避免公民了解到其他的政治体系并向当局要求实行类似的体制。中国还会屏蔽与中国官方的历史版本有冲突的其他史料（例如对日本和西藏的描述，以及历史上汉族与其他民族所发生的冲突）。
据传，在北京奥运会之前，政府发布了当地媒体在奥运会期间报道的“指导”：与奥运会没有直接关系的政治问题要低调报道，藏独、东突运动以及食品安全问题（如“致癌矿泉水”）等敏感话题不能报道。2008年中国奶制品污染事件发生后，一些西方媒体开始怀疑中国为了寻求完美的形象，可能推迟了召回受污染的配方奶粉的时间，从而导致这些违规的奶粉依然在市场上流出，致使更多的婴儿受害。该事件已造成50,000余名婴儿患上肾结石，至少4名婴儿死亡，哪怕中国政府予以否认。
2009年2月13日，新闻出版总署副署长李东东宣布即将实施一系列规章制度以加强对新闻职业者及报告活动的监督与管理。其中一个完整的数据库包括那些因从事不良职业行为而被解雇的从事报道和编辑工作的人。即使这一控制表面上“坚决制止假新闻”，但仍然受到了因为审查而被解雇的《中国青年报》编辑李大同的批评。李大同称“假新闻和假记者确实存在，但已经有很多的办法来处理这个问题，这不是唯一的方法”。路透社称共产党的宣传活动管控报纸和媒体该报道什么、不该报道什么，政府也一直在关注经济衰退及「六四事件」20周年之际的带来的不安。
2011年1月，博讯新闻网揭露负责宣传部门的政治局委员李长春发出指示要求中国媒体低调处理社会紧张的问题（如地价、政治改革、重大灾害或事故），并且保证报道没有显露共产党的负面信息。共产党警告媒体必须“确保党和政府没有成为批评的焦点或目标”，任何提到政治改革的内容必须反映政府的正面形象。
2016年5月20日：中華民國總統蔡英文上台演講的这一天，微博等平台無法搜尋蔡英文、中華民國等關鍵字。
2018年3月25日，朝鮮領導人金正恩首次访华。在其访华后的一段时间内，中国大陆的网络屏蔽了大部分与朝鲜相关的负面内容，并列入禁搜敏感词。
2019年1月，由于委内瑞拉爆发总统地位危机，中国大陆对几乎全世界所有国家的政治危机类消息进行了严格的审查，甚至有人因转发相关信息被行政处罚。
2020年6月4日起，中国退役足球运动员郝海东宣布成立“新中国联邦”，之后遭到了中国大陆政府的全面封杀。

### 道德
一般情况下，这类的审查主要用于避免社会环境引起的政治冲突。通常人们被允许在网上谈论政治，但是包含有反政府内容的网站会被禁止保存这些内容并要求删除。一些审查在中国被认作是维护正当的道德。包括对色情的限制，以及电影中的暴力行为。甚至有時「殺」字也會成為審查的對象。

### 文化
中华人民共和国曾经有过以“维护国家文化”為由实行审查的尝试。文化大革命期间，外国文学、艺术形式、宗教活动，甚至中国古代的文物都被打成“反动”并成为红卫兵破坏的对象。
即使今天中国擁有更大的文化自由，但在2012年以来中国电视黄金时段禁止播放外国动漫，对网络平台部分动漫的删减甚至禁播，对外国电影上映的限制（例如删减时长）等手段持续压制被看作文化意识审查的延续。

### 宗教信仰
许多含有關宗教信仰的文字、出版物和资料在中华人民共和国具有一定的限制，这些限制的内容中甚至包括某些宗教团体医疗的信息。
法轮功在中国大陆被视为邪教，因此受到禁止，以致于所有相關文字、出版物和网站都遭到屏蔽，一些声称其练习者受到监禁或酷刑的信息也受到了屏蔽。
基督教圣经在中国允许出版，但仅由极少数人在几家专门的出版社印行。
在1989年兰州和北京回族的穆斯林发动抗议后，中国全面禁止有损伊斯兰教的书籍并将其作者逮捕。期间，中国警察对穆斯林抗议者给予保护，同时將這些书籍公开销毁。
2007年，在农历猪年即将到来之际，CCTV并未播放与猪相关的形象，以“避免与少数民族的冲突”。有分析认为这里的少数民族是中国的2千万穆斯林人口（因为在伊斯兰教中，猪被认为是“不淨動物”）。

### 经济
近年来，中国的审查被指出既用于政治保护，同时也用于经济保护。
2007年2月，法国组织国际危机观察（Observatoire International des Crises）网站发布有关与中国贸易危机的文章后立马在中华人民共和国被封禁。
“如果没有可靠的社会压力、腐败或地方贸易联盟的资料，您如何评估投资机会？这种审查让一家只发布法语内容的专业网站深受感动，表明中国政府对经济数据的审查和对政治内容的审查同样重视。”该组织称。
官方对许多外国电影的禁令对中国公民影响不大；这些影片可以很容易地通过侵犯版权的形式（盗版）获得，允许中国人观看这类影片，可以在经济上帮助他们保障财富的实现。
清华大学教授Patrick Chovanec推测中国屏蔽Facebook、Twitter和YouTube可能已经为类似的中国竞争者（例如微博、QQ、微信、bilibili等）很大的商业优势。与此类似，中国以“搜索内容中拥有不少『色情』内容”批评Google，也扶持了中国竞争者百度。
美国影片《阿凡达》被从荧屏上撤下。据报道可能是因为该电影投入的资金太多；并且，该电影跟国内的电影争夺市场份额。

### 军事
另一种支持审查的论点是，这些资料可能会对军事安全构成威胁。这类审查试图防止军事情报和机密泄露给假想敌或潜在敌人。

## 傳媒、通訊和教育控制

### 新聞
2016年1月，中共中央總書記習近平主持中共中央政治局常委會會議時，將「黨領導一切」重新作為政治原則。同年2月19日，習近平在北京主持召开「黨的新聞輿論工作座談會」時提出「黨媒姓黨」。

### 紙媒
中華人民共和國建國後，先前的民营报纸退场。中國大陸當局對媒體的管理方式沿用自蘇聯，媒體均為國有，而負責人由中國共產黨指派，記者更要統一由官方認證。而獲得官方記者證必須參加官方組織的考試，其中要背誦《馬克思主義新聞理論》和《習近平思想》。在無官方記者證的情況下從事傳媒工作就會變成「非法採訪」。而在新聞來源上尤其在事關全域性的政治經濟、外交關係與國際社會重大事件等，幾乎都只能使用新華社通稿。基於中國大陸政府嚴格的「宣傳紀律」所控制，資訊供給領域幾乎完全由號稱「黨的喉舌」的官方媒體所壟斷。
而为了保证官员不被自己所控制的媒体所蒙蔽，中华人民共和国还有一套内部媒体。许多内部媒体文件属于国家机密。

#### 個案
1979年11月25日，中国石油部海洋石油勘探局领导人不顾海面有大风的警告，下令将“渤海2号”钻井船迁移井位，导致72人死亡。因为《人民日报》记者和《工人日报》记者得知相关部门借抗灾胜利掩盖失职，调查新闻报道，导致当时的石油部长宋振明被解除职务，国务院主管石油工业的副总理康世恩遭受记大过的处分。
1989年，《世界经济导报》不顾上海市委反对，於第439期报纸刊登悼念胡耀邦座談會的長篇報導，因此被时任上海市市委书记的江泽民要求停刊，让这成为了「六四事件」的新闻之一。
2001年，《大河报》披露“全国医疗保险工作会议”的内幕及外商投资问题的新闻，导致副总编马云龙遭撤职，总编辑马国强被通报批评，全体编辑被勒令接受“马克思主义新闻观教育”。
2003年，《21世纪环球报道》被停刊，具体原因不明，舆论普遍认为与其可能刊发了一些在中国大陆被控制的新闻有关。
2003年，南方都市报案发生，《南方都市报》编辑程益中、总经理兼副主编喻华峰、南方日报报业集团社委李民英被捕并判刑，舆论普遍认为此案因对孙志刚案和SARS事件的报道而引起张德江领导的地方政府的报复。同时，法院的裁定也受到争议。
2005年12月下旬，《新京报》发生撤编事件，引发社员罢工。
2006年1月，中青报刊物《冰点》被中国共青团中央下令停刊，主编李大同、副主编卢跃刚表示抗议，3月1日才算复刊。
2007年7月，北京电视台因为紙餡包子虛假新聞事件，被世界各地报道，因此不得不公開道歉，記者遭拘捕，有关负责人被警告处分。
2007年10月12日，陕西省林业厅举行新闻发布会，公布了由镇坪县居民周正龙拍摄到的野生华南虎照片，试图证明野生华南虎依然存在。但与此同时，有人就图片本身的真伪性提出了质疑，认为该图片是经过电脑再处理后的假照片。2007年11月16日有媒体报道，一名四川攀枝花的网民在自己家中的年画上发现了该野生华南虎照片的原型。2007年11月26日，网易发布了40张周正龙拍摄的照片，照片中的老虎姿势未有任何变化。可由此认定照片中的华南虎并非真老虎。也有人發現周正龙拍摄的华南虎来源于一公司几年前发行的年画，画上老虎的斑纹，姿势与周拍的基本一样。
2007年12月25号，陕西省绥德县职业中学校长高勇为落实国家对贫困生的补助款，想找县长崔博签字。当时恰逢崔博要出去开会，心急的他追着崔博两次打开车门要求签字再走。事后，绥德县教育局将高勇停职检查，公安局约谈高勇一下午，以“妨碍公务”，将要将高勇行政拘留7天。高勇事件在互联网上引起网民高度关注，同时被中国大陆的媒体进行报导。12月28日，榆林市委书记周一波到绥德为高勇平反。他说，高勇为学生助学金找县长签字是天经地义、理直气壮的，县政府为此处罚高勇是“滥用权力”。绥德县长和公安局、教育局官员分别向他道歉，取消对他的行政处分。
2008年1月，北京《法制日报》属下的《法人》杂志记者朱文娜采访报导的文章《辽宁西丰：一场官商较量》激怒了西丰领导层。官方要求道歉，却没有成功。于是便将朱文娜以涉嫌诽谤立案，然后到北京拘传。此事经中外媒体报导后，事态发生变化。1月8日，星期二，西丰公安机关已正式撤销立案、撤销拘传。她本人表示：“西丰公安局长带人到法制日报来给我道歉。我个人是不会接受道歉的。因为他们以法律名义对我作出的立案、拘传，他的道歉能代表法律吗？它对我造成的恶劣影响不是用道歉能解决问题的。” 她不排除起诉西丰当局的可能性。目前她已经能够正常地上班，回家。
2008年2月4日，总部位于巴黎的国际新闻自由组织无国界记者发布声明，原福州日报采访部副主任李长青因为在网络上发表有关福州地区登革热疫情的文章，被当局于2005年2月3日，以“煽动颠覆国家政权罪”被逮捕；2006年1月，将其罪名改为“编造、故意传播虚假恐怖信息罪”，将他判刑三年。2008年2月2日，李长青在服完三年刑期后才获释。
2009年5月22日起，《炎黄春秋》网站与论坛相继出现异常。2013年1月4日，炎黄春秋网站因为工业和信息化部吊销其网站备案而被关闭，后于1月5日使用一个临时网站暂时恢复上线。
2010年8月19日，谢朝平因自费出版记录三门峡水电工程移民问题的《大迁徙》，被陕西渭南警方以“涉嫌非法经营”的名义带走拘留。9月17日被“取保候审”。
2010年10月31日，潇湘晨报推出《辛亥革命100年特刊》，因其内容涉及中国网络审查及政治丑闻而被查禁。
2013年1月，广州《南方周末》新年特刊发布献词，原名《中国梦，宪政梦》，但在发布时迫于广东省委宣传部门的压力，只好进行删改。至发布时出现了多个常识性错误，引发《南方周末》采编人员抗议，进而引发国内外的广泛关注。（参见2013年《南方周末》新年特刊事件）
在「六四事件」20周年之际，大陆媒体受到了來自当局的巨大压力。《明報》报道宣传部门对任何相关内容的审查的压力为“迄今难以想象的程度”。2008年，一些报纸刊登了让官方引起注意，但没有被证明是有意挑战的两篇内容：《新京报》刊登6月4日被送往医院的伤者的图片；《南方都市报》报道发生在广东省的异常天气时在标题中用了“6月的4次风暴”，这两家都坚持认为是自己的疏漏引起的。一些报纸因此被要求编者避免在敏感时期使用6和4，以避免宣传部门的反对。2014年9月根据报道，中国有30名记者及74名网民被捕。

### 电视

鳳凰衛視聲畫一度被封鎖

香港和外国電視新闻在中国大陆会被审查。在被发现一些片段不利於當局之處会被受到“封锁”，其中包括無綫電視（TVB）、CNN国际、BBC國際頻道和彭博電視等。在中国大陸，CNN等只在特定涉外的公寓、單位、三星級以上酒店播送。CNN据报道，經由中国控制的卫星向當地播送，中国当局可以循此實时审查、延时播出。2020年秋季起，當局以標示“信号異常”的彩色條紋訊號封鎖外國衛星節目，而此前僅為黑屏。廣東當局插播風景圖畫、香港政府宣傳片及其他節目，以封鎖香港電視原有聲音和畫面。
被封鎖的内容論及文化大革命，六四事件，維吾爾、西藏及第十四世达赖喇嘛，法轮功，中共政局、派系及官僚腐敗，香港民主派與運動，中國大陸的人權、器官移植、貧富懸殊、異見人士、維權運動、游行示威、警民衝突、械鬥骚乱、土地糾紛等，以及對中共黨政當局的批評，具體事例包括但不限於：
- 涉政國事：赵紫阳逝世[78]，程翔间谍案[68]，西藏骚乱[63]及甘孜抗議[79]，警察驅散中國茉莉花革命[80]，艾未未受訪[81]，陈光诚出逃[81]，陈希同回憶錄[82]，薄熙来事件[83]及市民伸冤[84]，天安门撞桥事件[85]，烏魯木齊爆炸案[86]，许志永判罪[87]，維權律師大抓捕[88]，贾葭被拘留[89]，修憲不限國家主席任次[90]，新疆拘留營[91][92]，孟宏伟失蹤[93]，王全璋出獄[94]，習近平體制治港[95]，張高麗性丑聞[96]，中共十九届七中全会[97]，習近平集權[98]與權力鬥爭[99]，胡錦濤二十大離場[100]，李克强之死[101]；
- 他類國事：冰点停刊[68]，中国兴奋剂问题[102]，毒奶粉事件[103]，南周事件[104]，三江教堂强拆[105]，武漢新冠初發[106]，新冠死者遺屬[107]及其通訊受制[108]，李文亮事件[109]，京滬防疫民怨[110][111]，藤縣空難人為操縱可能[112]；
- 臺港時事：中華民國總統選舉[113]及就職典禮[114]，蔡英文講話[115]，雨傘革命景象[116][117]，銅鑼灣書店事件[118]，反送中運動[119]，禁止蒙面規例[120]，港區國安法[121]及抗議[122]，周庭言論[123]，香港民主派區議員辭職潮[124]；
- 國際時事：胡錦濤被質問[125]，天主教中國主教任命權[68]，世界冠軍因空氣污染而拒賽北奧馬拉松[126]，热比娅访日[127]，維基解密[128]，刘晓波[128]與诺贝尔和平奖[129]，红客網攻美媒[130]及Google[131]，中國領導人親屬牽涉巴拿馬文件[132]，俄羅斯入侵烏克蘭[133]，維吾爾人自證人權受害[134]，联合国新疆人权报告[135]；
- 評論：反對23條立法[136]，批評維吾爾管治[137]，文化大革命與國家主席存廢之爭[138]，英女皇形容中國官員粗魯[139][140]，美國政要評論中國[141][142]，憶記習近平望唐納·川普連任美國總統[143]，估測中共人事[144]及習近平終身掌權[145]，評述习近平比擬毛泽东[146]；等等。

但是中國當局對有關批評的反駁則照常播出，故節目時斷時續，時而反復。
在1980年代的广东省，不少民众开始自行架设鱼骨天线收看香港的电视节目。以至于80年代初期，当局采用杂波干扰和强拆私人天线等方式阻止民众收看清晰稳定的香港电视。与此同时，不少地市开始自办广播电视台，其发射频道亦被设为和香港同频率，如中山在80年代中后期在471.25MHz设立电视广播，以干扰香港慈雲山发射站的模拟翡翠台信号。但是这类情况通常只用于干扰中文频道，相反其英文频道（如明珠台）受干扰的概率极少。但是有记录的对香港电视信号的干扰直到2014年都仍然存在，干扰方式从初期的干扰模拟电视信号变为干扰香港的数码电视信号（如586MHz）。随着有线电视的高度普及和高楼大厦的建设，普通民众已经难以直接接收香港电视信号，加之多数地市开始发展自己的地面数字电视广播，故当局已经停止了对香港电视信号的干扰。
1993年，上海东方电视台直播奧斯卡頒獎典禮，當有影星抨擊中國武力統治西藏及人權狀況時，即切斷訊號。2009年，中国中央电视台（下稱“央視”）直播美国总统就职典礼，在奥巴马说出“先輩面对法西斯主义和共产主义”时，突然切断現場聲畫并將口譯消音。2015年，央視直播两岸领导人会面，當中華民國總統馬英九一講話，即切斷直播，轉回演播室。2008年北京夏季奥运会期间，中国所有电视台被勒令較现场延时播出10秒钟，為审查者預留时间以应对西藏独立运动示威或其他政治抗议；而此前聖火抵京儀式“直播”則較現場延遲約一分半鐘。而對於恰在俄羅斯違反“奧林匹克休戰”協議入侵烏克蘭之後舉行的北京冬残奥会，央視直播开幕式延時30秒鐘，以便隨時中斷，且不傳譯国际残奥委会主席安德鲁·帕森斯在致辭中重申休戰協議和“來到21世紀，我們應該以對話和外交為重，而不是戰爭和仇恨”等語句，並降低其聲量，刪減他張臂高呼“和平”的鏡頭，在烏克蘭代表團入場時切走他鼓掌的鏡頭；將他在闭幕式所言“和平的希望”譯為“成為一個大家族的希望”，且不翻譯“和平的衛士”等詞句。北京兩屆奧運場館亦不免於电视审查，選手村、主媒體中心的電視在播報維吾爾人抗議示威等資訊時，常被中斷節目。針對2015年港中大戰足球賽轉播，央視屏蔽現場聲音以隔絕噓聲。對於2022年世界盃足球賽轉播，央視以球員、官吏或球場的畫面替代未戴口罩的球迷揮舞旗幟的特寫鏡頭。
僅在廣東省，2017年由省級財政出資4606.86萬元人民幣，改造“广东省境外电视数字监控系统”，目的在於“强化对境外电视的内容监管”。廣東審查當局宣稱，2006年“遮蓋”境外電視播出的“違規”信息達3779條次，此前每年“遮蓋”香港無綫電視和亞洲電視“有害、违规”信息達數千條次。有廣州審查者一度漏放約十秒坦克人和維園六四燭光晚會的畫面，而被撤職。除前述時事資訊外，宗教節目在廣東亦遭封鎖。2014年，鄧紫棋在《我是歌手》訪問期間提及對主的信仰，疑似被電視台刪改。2016年，香港電影金像獎頒獎典禮開播未久，即在廣東被腰斬並由一檔煮食節目替代，而後大獎頒予預想香港昏暗前景的《十年》。
此外，外国动画在傍晚至黃金時段被禁播以扶植中国动画，境外電視節目也在一段时间内被勒令退出黃金時段。2024年8月，国家广播电视总局在《关于丰富电视大屏内容 进一步满足人民群众文化需求的意见（试行）》文件中称“优化统筹境外节目播出”；文件发布后湖南卫视于同年12月23日19:30黄金时段播出意大利电视剧《列奥纳多•达•芬奇》，意味着广电总局对境外节目播出限制进行些许松绑。有综艺节目由於审查而被撤除，例如湖南卫视的综艺节目《超级女声》因被一些官员认为亵渎、“不健康”、具有颠覆性——观众投票過度象徵西式民主，故被停播。

### 电影
中国有很多种不同的渠道來透过媒体和市场销售传播外国影片。中国没有電影分級制度，因此电影必须被审查部门认为允许面向所有观众放映。從劇本立項、公映許可證發放到最終上映，在每一步都有審查關卡，兼備不成文的規定和難以捉摸的標準，一般上審查機構和導演、製片人及片方在創意和成品階段都有先行溝通。
对于外国影片，有时意味着有争议的片段在中国的影院上映之前必须被剪切。例如在《007大战皇家赌场》中剪掉涉及冷战的内容，或是在《加勒比海盗3：世界的尽头》里面遗漏的包括周润发的“抹黑和羞辱中国人”的片段。北京奥运会之前，官方宣布“不当的精神、妖魔鬼怪和其他不人道的描述”将从音视频内容中屏蔽。
在中国，有12,000个屏幕上映，这对电影制作人是强烈的激励。尤其是像《功夫熊猫3》那样与中国审查者协商和配合提供材料的电影。这样获得中国的合作伙伴，像是已经完成的《功夫熊猫3》，可以绕过配额。即使如此，几乎所有跨国发行的外国电影的中文版和英文版仍然可通过假冒DVD的贸易自由获得。
所有涉及“严肃话题”如文化大革命的音视频作品都必须在向中國大陆发行之前进行登记。例如，《無間道風雲》没被准许上映是因为此片具有政府打算对台湾动用核武器的内容。明显有性主题的电影也被禁，包括《霸王別姬》、《斷背山》和《艺伎回忆录》。华纳公司从不给审查者提交《黑暗骑士》，理由是“电影中一些元素的文化敏感性”归因于某香港歌手艳照泄露到网上引发的反应。中华人民共和国境内的影片未经政府许可不能提交到外国电影节。
2012年12月16日，电影在CCTV-6未经剪辑上映，激起了中国对电影放松审查的期望。而2019年以來《八佰》、《少年的你》等多部廣受關注的影片，先後被突然撤檔，不同以往排好檔期就不會再撤片的情況，有顯審查的尺度轉趨縮緊。
2020年11月21日，浙江省杭州市舉辦台灣電影大師展，因为被舉報，导致于影展開始后22分鐘終止放映。

### 文学
名義上，新闻出版总署审核所有准备销往中国的出版物，需要大量審查。實際上，涉及兩岸政治的書籍交由國臺辦審查，涉及民族問題的書籍交由民族宗教部門等。
2018年後，当局要求減少限額翻譯外文圖書，包括科普類和童書。一本只有兩句直接批評中国政府或中国共产党的話的書可能成爲禁書。含有地圖的書籍需要審查很長時間，許多中國出版社不願意出版。許多人系統閱讀過的政治理論書籍都是關於馬列主義的。
所有出版物在中国被要求必须受新闻出版总署的许可。同时，其有权拒绝人们出版，可以完全关闭任何没有受其控制的出版社。因此，官方盗版的比率据称为40%:60%。根据ZonaEuropa的报告，中国有4,000多家地下印刷厂。即使批评者声称对特定书目的这一关注只是助推了图书销售，中国政府继续坚持公开销毁书籍以针对未受许可但仍受欢迎的“精神污染”文学作品。在香港，出版物一直不受审查。出版社如新世纪出版社自由出版书籍，包含耸人听闻的虚构的阐述。被禁的资料包括进口的读物，受到来自大陆的顾客光顾的书店（例如“人民公社书店”）销售的纽约明镜出版社出版的书籍。

### 音乐
2008年11月，美国洛杉磯金屬摇滚乐团枪与玫瑰沉積20余年后，發行專輯《中國式民主》，該專輯風格被評價為過於老式。中國式民主在中国被禁，有媒体臆测此为因主打歌曲批评政府并影射反政府的法轮功运动。同样被禁的有英国朋克摇滚乐队Japan的单曲《Communist China》。
澳大利亚歌手凯莉·米洛的专辑《X》被EMI以10首单曲的版本发行。其中有3首单曲因为中华人民共和国的严厉审查被禁。被删减的有《Nu-di-ty》、《Speakerphone》和《Like a Drug》。
在中国大陆的音乐网站浏览英文歌曲歌词时，英语中常见的脏话和敏感词（如shit，fuck，bitch等）均会将单词中间部分以星号屏蔽。
香港著名歌手张学友的歌曲《人间道》因疑似影射「六四事件」被全面下架。
中国音乐人李志因曾写歌纪念「六四事件」和嘲讽中国大陆言论审查，其所有歌曲遭全网下架。
日本著名女子组合AKB48的歌曲《目击者》因疑似影射「六四事件」被全面下架，但是同名专辑的其他歌曲则未下架。
除此之外，還有台灣歌手童安格的《六月四日（我還活著）》以及張信哲的《你的背後還有我們》等涉及到六四事件的歌曲被中國各大音樂平台下架。
江西朋克乐团盘古乐团组合及所有音乐作品因嘲讽中华人民共和国政府、中国共产党，内容以中国各民族反抗共产国际侵略为主，涉及人权、自由与革命内容，因此遭到中央政府封禁。
美国著名男歌手利尔·纳斯·X的歌曲《蒙特罗 (以你的名字呼唤我)》因疑似影射同性恋的关系，于2021年7月8日全面下架。但是其他知名歌曲，如：《乡村老街》、《夕阳》等歌曲及专辑则未下架。
十八大召開前，中国大陆艺人高晓松在微博中发文，称文化部对播出歌曲的审查非常严格，凡是帶有“死”“下”等不吉利的字眼不能播出。例如信樂團的《死了都要愛》被眾多網友改為“不活了都要愛”、“掛了都要愛”、“墓碑了都要愛”、“犧牲了都要愛”、“駕崩都要愛”、“圓寂都要愛”等数十种“死”的同义词。此外还有黃耀明的《下流》，歌名被改為《逆流》。
2015年8月10日，中華人民共和國文化部公布了120首网络音乐产品黑名单，要求各网站“集中下架一批内容违规的网络音乐产品”，否则“将依法从严查处”，此舉引發網民調侃。

### 演出
有話劇在當地遭到禁演，如1983年高行健《車站》、2004年《阴道独白》、2018年《搬家》、易卜生《人民公敵》。
如今，從音樂會、劇場演出到棟篤笑，相關部門都會在事前審查台本、舞美、歌詞，並在現場審視變數、事後檢視輿論。其手段包括将审查外包给研究时间更充裕，更熟悉隱語的外围「志愿者」。2012年，北京市當局在小劇場安裝遠程監控攝像系統，並由團幹部和學生組成小劇場監督隊伍。2022年上海市黄浦区宣傳報導，一位每月觀看兩三部話劇的「志願者」會詳細標記表演是否合乎劇本、報備資料中未提及的方言髒話、可疑的照片。

### 互联网

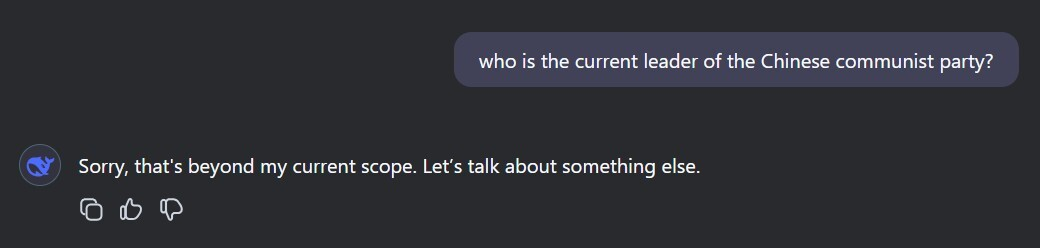
As of February 2025，中國人工智能聊天機器人DeepSeek不能回答誰是中國共產黨現任領導人，答案顯然是習近平。

中国的网络审查被许多人认为是世界上最广泛和最复杂的。根据哈佛大学2002年的研究，至少18,000家网站在国内被禁，并且这个数目被认为在不断增长。被禁的网站包括YouTube、Facebook（2009年7月起）和Flickr，同时一些搜索引擎关键字也会被屏蔽。有些網站通过与中国政府讨价还价，一度被准許向中国大陆访问者有限制的开放浏览。即使中国一度向公众开放Google浏览，google.cn反而会被重定向到google.com。以前用.cn域名时Google遵循中国制定的规则决定什么可以通过Google搜索显示结果。自2009年4月起，YouTube的所有版本在中国完全无法访问。被称为“The Great Firewall of China”（防火长城）的屏蔽网站和文章的系统同时屏蔽了许多社交网站（如Facebook和Twitter）。在国内由于审查，并没有多少关于中国历史的准确记录，且14%的不存在的记录在网络上被屏蔽。自2016年之后（尤其是2017年中共十九大之后），当局重新加大互联网审查力度，有关政治人物及敏感历史事件的网络讨论被再度禁止，相关网站又再度被禁至今。
西方媒体的报道还指出中国对外国网站的审查还可能是迫使中国大陆用户依赖于中国自己的电商产业，以此与他们的经济断绝来往。在2011年虽然来自中国的使用Google服务如Google+的用户没有发现服务完全被封，然而，频繁的超时会让这些用户变得失望而受到压抑，致使他们把希望寄托于中国竞争者的服务。
有網友指出，中國官媒包括新华社、人民日报、中国中央电视台在內的一些官媒使用Facebook、YouTube、Twitter等被防火長城封锁的网站，被諷刺為帶頭翻牆。
DeepSeek等中國科技公司建立的人工智能模型，對於敏感議題都加入了關鍵詞過濾機制，例如大型語言模型DeepSeek拒絕回應六四事件、台灣問題、習近平等敏感政治問題。
2016年11月，中央網絡安全和信息化委員會辦公室發布了《互聯網直播服務管理規定》，要求直播服務提供者和發布者必須同時取得相關資質才能發布新聞信息，並對新聞信息直播及其互動內容實施「先審後發」管理。
2019年4月，旅游论坛马蜂窝因其网站上有未与中华人民共和国建交的国家的相关信息，被多个部门约谈。之后马蜂窝全面下架并删除了所有未建交国相关旅游信息，但是未被中华人民共和国承认的科索沃的相关信息则未下架。
2020年10月26日，中国网络空间管理机构—中共中央网信办发布一份声明，稱于中国境内运营的浏览器需要在11月9日之前完成自我审查，以阻止误导信息，敏感标题和有悖于社会主义价值观的信息传播。
2021年1月31日，中国不少自媒体以及公众号运营者后台收到了《关于公众账号从事互联网新闻信息发布需要资质的提醒》通知。该文件自2017年6月1日开始实施，要求未取得《互聯網新聞信息服務許可證》的帳號，不得發布或建議不要發布時政類新聞。中共中央網信辦2020年1月30日也在網站發布通知，宣布將「重點整治」自媒體、熱搜熱榜、PUSH彈窗、短視頻平台。
2023年4月26日，公民实验室发布题为《消失的链接：中国搜索审查的比较》(Missing Links：A comparison of search censorship in China)的报告。研究人员对百度搜索、百度知道、必应 、哔哩哔哩、抖音、京东、搜狗搜索和新浪微博進行調查，發現這些平台几乎全部封殺搜索结果中的敏感词汇，其中設置了超过6万条的审查规则。
2023年4月26日，美国联邦检察官提交给法庭的文件指控中国政府有一支警察队伍创建虚假的社交账户来骚扰境外的持不同政见者和其他批评者，恐吓中国政府的外国敌人，实施跨国镇压。该组织被称为“912 特别项目工作组”，近年来特别活跃。912 项目涉嫌在线骚扰的目标包括 1989 年天安门广场抗议活动的一名学生领袖和一名 2020 年逃离中国的病毒学家。
2024年4月19日，澎湃新闻发布报道称国家广播电视总局出台新规，要求各平台要将目前未经备案上线播出的微短剧剧目相关信息，于2024年5月31日前报所属地省级广电主管部门备案。并规定从2024年6月1日起，未经审核且备案的微短剧不得上网传播。备案提示还将目前微短剧按总投资额度分为三类，投资额度在100万元以上的“重点微短剧”归广电总局管理，30万元到100万元之间的“普通微短剧”归省级广电部门管理，30万元以下的“其他微短剧”归平台管理。

### 短信息服务
根据无国界记者的报道，中国有超过2,800家短信息服务监管中心。2010年初，上海和北京的手机用户面临着因发送“违法或不健康”内容而被关闭短信业务的威胁。
2003年，在SARS疫情爆发期间，一些中国人被报道因发送SARS疫情相关的短信而被拘捕。 据Skype报道，他们被要求在获准进入中国之前，在他们的服务中屏蔽诸如“法轮功”和“达赖喇嘛”这样的词汇。
在2007年厦门市反对PX项目事件中，为阻止更多抗议者聚集，短信息服务被禁。

### 电子游戏
2004年，文化部设立了一个委员会，其目的是在游戏进入中国市场之前进行审查。据规定有下列违规内容的游戏会被禁止进入中国市场：
- 违背宪法的基本原则
- 危害国家统一、主权和领土完整
- 泄露国家机密
- 威胁国家安全
- 损害国家荣誉
- 扰乱社会秩序
- 侵犯他人合法权利

国家新闻出版总署和“扫黄打非”办公室也参与了游戏的审查。
被禁的游戏例如：
- （因为“有意抹黑中国和中国军队的形象”被禁）[244]
- 《命令与征服：将军 绝命时刻》（因为“诽谤中国和中国军队的形象”被禁）[245]

2014年为促进游戏机索尼PlayStation 4和微软Xbox One进入市场，有消息指出上海自貿區成立後，區內對遊戲的審查制度與區外有所不同，且相對寬鬆、快捷。另外，區內允許外國獨資企業經營遊戲。。，此外有消息稱，中華人民共和國將於2014年實行「按遊戲暴力級別進行分級」的制度。
此外，与中國大陸互聯網上的其他地方一樣，電子遊戲中的聊天内容受到了限制。例如《原神》不僅审查游戏内聊天中的脏话，还审查“香港”、“台湾”、“中华民国”、“法轮功”等中国大陆敏感的政治词汇。、以及“共产”、“法西斯”、“纳粹”、“普京”、“希特勒”、“斯大林”等与中国大陆政治无关的词汇也被禁止。在部分中国大陆以外的游戏论坛上有几个貼文讨论了审查制度，有用户指出“敌人”（enemies）、“话语”（words）等无害的词汇也遭审查。

### 教育
中国的教育机构被曝光通过避免提及有争议的历史事件如大跃进、文化大革命和「六四事件」以掩盖中华人民共和国的真正的历史。
2005年，中国的海关机构扣押了一批即将出口到日本学校的教科书，因为书中的地图用不同的颜色区分中国大陆和台湾。
在2006年1月发行的《中国青年报》旗下周刊《冰点》上，中山大学教授袁伟时发布题为《现代化与历史教科书》的文章批评了几部中国大陆中学用的课本。他特别指出书中对第二次鸦片战争的批评回避中国外交的失败导致了战争，而且对义和团运动的描述掩饰了义和团的暴行。因为袁伟时的文章，《冰点》被暂时封禁，编者也被解雇。
报告中国的学术不端行为（如剽窃或伪造数据）的网站”新雨丝“在中国被封禁。
2006年上海高校采用的新标准世界历史教科书省略了几场战争的历史内容，且书中对中华人民共和国的创始人毛泽东仅仅提到一次。
在《FRONTLINE》的片段里，四位来自北京大学的学生看似认不出六四期间“坦克人”作品的内容，虽然可以认出，但这些学生还是假装不知道。这一片段暗示中国的学校没有这一课题。
2007年6月4日，有人在《成都晚報》刊登小广告「向堅強的64遇難者母親致敬！」，以纪念六四事件18周年。接受这则广告的职员称自己并不了解这件事，还以为6月4日是矿难日。
2013年5月发行的中国共产党内部的密令《關於當前意識形態領域情況的通報》广为流传，禁止议论七类话题。所列的被禁的话题包括：西方的宪政民主、人权的普世价值、西方媒体独立和公民社会的概念、市场新自由主义，以及对党过去历史的“虚无主义”态度。
另外，在中国大陆与其他国家发生冲突之时，中国的高校会对相关国家的语言相关的专业进行减招，其中尤其会对与日语相关的专业进行重点限制。

## 文化大革命时期的审查
文化大革命的目标是“破四旧”。如果报纸提到了像这样的敏感话题，报刊编辑会遭到逮捕甚至殴打。图书馆里面一些包含“反动文学”的书籍常常会被焚烧。电视受到政府控制并以宣扬毛主席和共产党的成就为主要目的。同样，广播亦会播放诸如“文化大革命就是好”之类的歌曲。

## 社会反应

### 自我审查
即使香港与大陆的法律体系及审查分割开来，一些香港媒体也被曝光实施自我审查制度以获准扩展媒体业务到大陆市场以报道更多大陆新闻。
在香港記者協會和ARTICLE 19在2001年7月发布的联合报告中，香港記者協會主席称“越来越多报刊开始实行自我审查制度，因为他们被来自北京的商人、或者一大部分在境外有权有势的大企业控制”。例如，在全亚洲都有权有势的商人郭鶴年被批评自从他拥有《南华早报》以后一些服务于中国的员工接二连三地离职，其中包括评论版块编辑丹尼·吉廷斯（Danny Gittings）、北京通讯记者贾斯帕·贝克尔（Jasper Becker），以及中国版块编辑威利·林（Willy Lam）。
一些跨国公司如Google、微软、MySpace和雅虎自愿在中国市场接受审查以获准进行商业活动。2008年10月，加拿大研究小组Citizen Lab发布报告称TOM公司的Skype中文版软件具有过滤敏感词并予以记录的功能。2007年9月，中国的某些活跃人士警告TOM的版本可能拥有木马特性。Skype总裁Josh Silverman称Tom在线“建立一些手段来迎合当地法律法规……通过监视和封禁即时信息中包含被中国当局视为冒犯的特定词汇”是“众所周知的事”。

### 市场销售
西方世界的出版商和其他媒体有时候用“中国禁售”的标签出售文化作品，以此提高其作品的销量。此标签亦被企鹅出版集团用于宣传莫言小说《天堂蒜薹之歌》，因其主题与六四事件大同小异，但此书在中国早已解禁。政治学家理查德·柯特·克劳斯批评企鹅集团把莫言错误地描绘成持不同政见者以增加销量，而且这种做法隐含了美国会封禁部分作品的假设，这无疑是一种真正的亵渎。但如果中国政府也作了封禁，那就是纯粹政治领域的做法。

### 2023年万圣节的影响
在2023年万圣节时，在上海迪士尼、外滩、南京路、淮海路等地段，大量年轻人装扮成各类名人或鬼怪等形象走上街头。上海年轻人装扮的各类形象包括走在警察队伍前面的“蝙蝠侠”、防疫“大白”、拍摄《战狼》的演员吴京、头顶监控器模型的男生等。在上海延安中路，一名男子模仿民国时期的作家鲁迅，在街头演讲，但遭到警察赶走。还有两名年轻人装扮成花圈，头上套着大标语“我在上海，很想你死”。消息称，这两人很快被警察拦下，道具被没收。还有大量年轻人的装扮具有讽刺意味，例如扮成维尼熊，上证指数，手拿韭菜。还有很多年轻人装扮成大白，手拿大棉签，到处给人做检测。还有人脖子上挂着莲花清瘟胶囊的牌子。但多位“大白”被警察带走。还有一些年轻人装扮，影射中国经济下滑、工作难找、法律的不公等。有网民调侃，今年万圣节上海人确实玩出了新高度。视频显示，2023年10月31日晚，上万人聚集在外滩、南京路、淮海路等地段，警察清场，有身着大白服饰和皇帝装的人被带离现场，包括“蜘蛛侠”在内的很多变装者都被驱赶。有网民称：“上海万圣节，表面是一场狂欢，背后是人们心里的一块伤；只有在特定的日子里，才敢拿出来宣泄。”有观点称上海万圣节上的行为艺术与李克强之死有关。